# Nick Gomez
Nicolas Gomez (Somerville, 13 aprile 1963) è un regista statunitense.
Originariamente associato al cinema indipendente americano degli anni novanta, dal 2000 è attivo esclusivamente in televisione, dove è molto prolifico e ha diretto episodi di serie come Homicide, Oz, I Soprano e The Shield.

## Biografia
Di origini cilene da parte di padre, lascia la scuola dopo la prima media, vivendo un'adolescenza di risse e furti. Ad allontanarlo dalle strade è la passione per la musica punk rock; dopo aver ripreso gli studi e ricevuto un GED, si iscrive alla facoltà di cinema della State University of New York at Purchase, dove conosce Bob Gosse, dal quale verrà coinvolto nella fondazione del collettivo indipendente The Shooting Gallery. Muove i primi passi sul set come collaboratore di Hal Hartley.
Nel 1992 scrive e dirige il suo lungometraggio d'esordio, il film di gangster semi-autobiografico Laws of Gravity, girato in 12 giorni con un budget di 38mila dollari. Il film viene acquistato dalla RKO a seguito dell'inaspettato plauso da parte della critica e finisce per incassare 4 milioni di dollari al botteghino. Il successo lancia il nome di Gomez e quello della Shooting Gallery al centro del fiorente cinema indipendente americano di quel decennio. Il suo secondo film, New Jersey Drive, presentato in concorso al Sundance Film Festival 1995, viene prodotto dalla 40 Acres and a Mule Filmworks di Spike Lee e, così come il successivo Illtown, tratta temi sociali urbani.
Contattato da Tom Fontana e Barry Levinson in seguito alla visione di Laws of Gravity, Gomez dirige diversi episodi della pluripremiata serie televisiva poliziesca di NBC Homicide. Nel 1997 collaborerà nuovamente con Fontana alla creazione di una serie di egual successo, dirigendo degli episodi delle prime tre stagioni del carcerario Oz per l'HBO. Dirige poi per quest'ultima anche un episodio di un'altra delle serie più importanti del periodo, I Soprano.
In seguito alla regia della commedia con Danny DeVito Chi ha ucciso la signora Dearly? (2000), si dedica esclusivamente alla televisione, dirigendo episodi di Blue Bloods, Crossing Jordan, Chicago P.D., Daredevil, Dexter, Dr. House - Medical Division, Law & Order - Unità vittime speciali, The Shield, True Blood, Ray Donovan e Veronica Mars.

## Filmografia

### Regista

#### Cinema
- Laws of Gravity (1992)
- New Jersey Drive (1995)
- Illtown (1996)
- Chi ha ucciso la signora Dearly? (Drowning Mona) (2000)

#### Televisione
- Homicide (Homicide: Life on the Street) – serie TV, 6 episodi (1993-1998)
- New York Undercover – serie TV, episodio 3x21 (1997)
- Oz – serie TV, episodi 1x02-2x01-3x01 (1997-1999)
- I Soprano (The Sopranos) – serie TV, episodio 1x03 (1999)
- Squadra emergenza (Third Watch) – serie TV, episodi 2x06-2x21 (2000-2001)
- Final Jeopardy - Una vita in pericolo (Final Jeopardy) – film TV (2001)
- Night Visions – serie TV, episodio 1x07 (2001)
- The Agency – serie TV, episodi 1x03-1x07-1x09 (2001)
- Crossing Jordan – serie TV, episodio 1x21 (2002)
- The Shield – serie TV, episodi 1x10-3x05-4x07 (2002-2005)
- Push, Nevada – serie TV, episodio 1x07 (2002)
- Robbery Homicide Division – serie TV, episodio 1x08 (2002)
- Keen Eddie – serie TV, episodio 1x04 (2003)
- The Practice - Professione avvocati (The Practice) – serie TV, episodio 8x05 (2003)
- 4400 – serie TV, episodi 1x04-2x05 (2004-2005)
- Veronica Mars – serie TV, episodio 1x05 (2004)
- The Inside – serie TV, episodio 1x02 (2005)
- Sleeper Cell – serie TV, 4 episodi (2005-2006)
- Brotherhood - Legami di sangue (Brotherhood) – serie TV, 1x08-2x03-3x02 (2006-2008)
- Dexter – serie TV, episodi 2x04-2x06 (2007)
- True Blood – serie TV, episodio 1x02 (2008)
- Eleventh Hour – serie TV, episodi 1x08-1x15 (2008-2009)
- Knight Rider – serie TV, episodio 1x14 (2009)
- Dark Blue – serie TV, episodio 1x10 (2009)
- FlashForward – serie TV, 4 episodi (2009-2010)
- Dr. House - Medical Division (House M.D.) – serie TV, episodio 6x11 (2010)
- Rubicon – serie TV, episodio 1x05 (2010)
- Law & Order: LA – serie TV, episodio 1x03 (2010)
- Detroit 1-8-7 – serie TV, episodio 1x05 (2010)
- Damages – serie TV, episodi 4x03-4x08 (2011)
- Ricochet - La maschera della vendetta (Ricochet) – film TV (2011)
- Blue Bloods – serie TV, episodio 2x12 (2012)
- Awake – serie TV, episodio 1x10 (2012)
- Magic City – serie TV, episodio 1x07 (2012)
- Burn Notice - Duro a morire (Burn Notice) – serie TV, episodi 6x03-6x03-6x03 (2012)
- The Following – serie TV, episodio 1x07 (2013)
- Golden Boy – serie TV, episodio 1x11 (2013)
- Do No Harm – serie TV, episodio 1x12 (2013)
- The Blacklist – serie TV, episodio 1x05 (2013)
- Law & Order - Unità vittime speciali (Law & Order: Special Victims Unit) – serie TV, episodi 15x11-17x11 (2014-2016)
- Il caso di Lizzie Borden (Lizzie Borden Took an Ax) – film TV (2014)
- Chicago P.D. – serie TV, 15 episodi (2014-2018)
- Crisis – serie TV, episodio 1x06 (2014)
- Unforgettable – serie TV, episodio 3x11 (2014)
- Constantine – serie TV, episodio 1x07 (2014)
- Daredevil – serie TV, episodio 1x11 (2015)
- Code Black – serie TV, episodio 1x07 (2015)
- Chicago Med – serie TV, episodio 1x05 (2016)
- Hap and Leonard – serie TV, episodi 1x03-1x04 (2016)
- Supergirl – serie TV, episodio 1x18 (2016)
- Falling Water – serie TV, episodi 1x04-1x05 (2016)
- Incorporated – serie TV, episodio 1x06 (2017)
- Regina del Sud (Queen of the South) – serie TV, episodio 2x02 (2017)
- Salvation – serie TV, episodi 1x08-2x07 (2017-2018)
- Midnight, Texas – serie TV, episodi 1x06-2x09 (2017-2018)
- Imposters – serie TV, episodi 2x07-2x08 (2018)
- Shades of Blue – serie TV, episodi 3x09-3x10 (2018)
- FBI – serie TV, episodi 1x02-1x15 (2018-2019)
- Sneaky Pete – serie TV, episodio 3x08 (2019)
- New Amsterdam – serie TV, 7 episodi (2019-2022)
- Titans – serie TV, episodi 2x05-3x06-3x07 (2019-2021)
- Streghe (Charmed) – serie TV, episodio 2x02 (2019)
- Ray Donovan – serie TV, episodio 7x03 (2019)
- The Expanse – serie TV, episodio 5x04 (2020)
- Promised Land – serie TV, episodio 1x08 (2022)
- The Resident – serie TV, episodio 5x22 (2022)
- La Brea – serie TV, episodi 2x09-3x05 (2023-2024)
- Che Todd ci aiuti (So Help Me Todd) – serie TV, episodi 1x18-2x02 (2023-2024)
- Elsbeth – serie TV, episodio 2x10 (2025)

### Sceneggiatore
- Laws of Gravity (1992)
- New Jersey Drive (1995)
- Illtown (1996)

### Montatore
- L'incredibile verità (The Unbelievable Truth), regia di Hal Hartley (1989) - assistente al montaggio
- Trust - Fidati (Trust), regia di Hal Hartley (1990)
- Theory of Achievement, regia di Hal Hartley – cortometraggio (1991)

### Attore
- Theory of Achievement, regia di Hal Hartley – cortometraggio (1991)

## Riconoscimenti
- Festival di Berlino
  - 1993 – Premio Wolfgang Staudte per Laws of Gravity
- Independent Spirit Award
  - 1993 – Candidatura al miglior film d'esordio per Laws of Gravity
- Sundance Film Festival
  - 1995 – In concorso per il Gran premio della giuria: U.S. Dramatic per New Jersey Drive